# Jedaiah ben Abraham Bedersi
Yedaya ben Abraham Bedersi (hébreu : ידעיה בן אברהם הבדרשי ; probablement né dans les années 1270 et mort dans les années 1340) est un poète, médecin et philosophe juif, né à Béziers (d'où son nom de famille Bedersi, signifiant : originaire de Béziers). Son nom occitan est En Bonet, ce qui correspond probablement au nom hébreu Tobiah et, selon les pratiques des rabbins en Provence et en Languedoc, il a parfois joint à son nom celui de son père, Abraham Bedersi. Il vécut probablement une grande partie de sa vie à Perpignan.
Dans ses poèmes, il prend le pseudonyme Penini et, à cause de ce nom, le texte sur l'éthique Mibḥar haPeninim de Salomon ibn Gabirol lui a été attribué à tort.

## Biographie

### Jeunesse
Bedersi aurait été un enfant précoce. A quinze ans il publie son ouvrage Baḳḳashat ha-Memim (La prière du souvenir ), un hymne de 1 000 mots, chacun commençant par la lettre mem (traduite en latin et en allemand). Abraham Bedersi, son père, très fier de ces signes de la précocité de son enfant, exprime son admiration dans un court poème, qui, dans de nombreuses éditions, est ajouté à la fin de l'hymne. L'ouvrage ne contient que de simples commentaires sur des passages bibliques et manque souvent de clarté ; mais, compte tenu de l'âge de l'auteur, la facilité avec laquelle il maîtrise le vocabulaire hébreu est étonnante.

### Sefer ha-Pardès(Le Livre du Jardin)
Bedersi semble avoir eu une grande connaissance du Talmud. Comme il est mentionné dans l'introduction de son commentaire sur l'Aggada du Talmud, il n'a que quinze ans lorsqu'il entre à l'école talmudique (Beth Midrash) du Rabbin Meshullam à Béziers (dont le nom est inscrit à l’entrée de la faculté de Médecine dans la liste des illustres médecins montpelliérains).  
À l'âge de dix-sept ans, il rédige son traité éthique Sefer ha-Pardes (Le Livre du jardin). Ce traité, publié pour la première fois à Constantinople en 1516, est reproduit par Samuel David Luzzatto dans Ozar ha-Ṣifrut (iii). Il est divisé en huit chapitres : 
1. De l'isolement du monde et l'inconstance de ce dernier
2. Du culte divin et de la dévotion
3. De l'instruction et des sciences que les hommes devraient acquérir après s'être familiarisés avec leurs obligations religieuses
4. Des lois et de la conduite du juge
5. De la grammaire
6. Du sophisme
7. De l'astronomie
8. De la rhétorique et de la poésie [1].

### Oheb Nashim(L'amateur de femmes)
À dix-huit ans, Bedersi publie un traité sur la défense des femmes, intitulé Ẓilẓal Kenafayim (Le froissement des ailes) ou Oheb Nashim (L'amateur de femmes). Dans la courte introduction de cet ouvrage, Bedersi dit qu'il l'a écrit en réponse à Sone ha-Nashim (Celui qui déteste les femmes) de Judah ibn Shabbethai. Le jeune poète dédie cette composition à ses deux amis, Meïr et Juda, fils de Don Solomon Dels-Enfanz d'Arles. Cet ouvrage est écrit en prose rythmée et est édité par Adolf Neubauer dans le Zunz Jubelschrift (Recueil du jubilé de Zunz) en 1884 .

#### Autres travaux
Les productions poétiques de jeunesse de Bedersi seront suivies par un certain nombre d'œuvres d'un caractère plus sérieux, parmi lesquelles : 
- Un commentaire philosophique sur l'Aggada de diverses parties du Midrashim, telles que le Midrash Rabba, le Tanhuma, le Sifre, le Pirke De-Rabbi Eliezer et le Midrash Tehillim (des copies manuscrites de ce commentaire se trouvent encore dans plusieurs bibliothèques européennes).
- Iggeret Hitnaẓẓelut (Lettre apologétique), adressée à Salomon ben Aderet, qui, à l'instigation d'Abba Mari, avait prononcé un anathème contre les œuvres et les partisans de Moïse Maïmonide et contre la science en général. Bedersi, après avoir exprimé son respect pour ce rabbin érudit de Barcelone, fait remarquer que lui et ses amis ne s'indignent pas de l'interdiction, la science étant invulnérable. Leur grief, en revanche, est que Salomon ben Aderet ait qualifié d'hérétiques les congrégations juives du sud de la France. Depuis des temps immémoriaux, la science était jusqu'alors encouragée par des érudits juifs en raison de son importance pour la religion. C'est le cas de la plus grande partie de l'œuvre de Maïmonide, qui étudiait la philosophie, les mathématiques, l'astronomie et la médecine en s'appuyant sur les textes grecs. En théologie, cependant, il était guidé par la tradition, se soumettant dans ce domaine aux recherches philosophiques. Bedersi, par conséquent, implore Salomon ben Aderet de retirer l'excommunication de Maïmonide - dont les œuvres seraient étudiées malgré toute excommunication - dans son propre intérêt (celui de Ben Aderet) et afin de préserver la renommée de l'apprentissage juif provençal. L' Iggeret Hitnaẓẓelut a été incorporé à la Responsa de Salomon ben Aderet (§ 418).
- Un commentaire sur les paroles des pères (Pirkei Avot) et sur l'Aggada de la section talmudique Nezikin. Ce travail, qui existe encore sous forme manuscrite (Escurial MS. G. iv. 3), fait référence aux commentaires de Bedersi sur des traités appartenant à d'autres sections. Il est donc probable qu'il ait écrit des commentaires sur tous les Aggadot du Talmud. La section sur le traité Avot a été imprimée par M. Kasher et Y. Belchrovits (Jérusalem, 1974).
- Beḥinat ha'Olam (L'examen du monde) [1].

### Behinat ha-'Olam(L'examen du monde)
Beḥinat ha-'Olam (L'examen du monde), appelé aussi par ses premiers mots, Shamayim la-Rom (Le paradis), est un poème didactique écrit après l'expulsion de Juifs de France en 1306, auquel il est fait référence au onzième chapitre. Ce poème est divisé en 37 courts chapitres et peut être résumé comme suit : 

« Le sage, bien que le type le plus élevé de l'humanité, est sujet aux vicissitudes de la fortune. Il n'est exempt d’aucun des maux qui assaillent l’humanité; et l'épée de la mort poignarde le philosophe comme l'homme du peuple. Mais, si cette vue est décourageante, il y en a une autre qui est consolante. L'âme qui vit en lui, quand l'homme sera privé des biens de ce monde, l'accompagnera au-delà de la tombe. Pourtant, et c'est la honte de l'humanité, l'homme ne se soucie pas d'améliorer cette partie la plus noble de lui-même. Il est piégé par les charmes perfides du monde ; et ses années passent à la recherche d'illusions.
Pourtant, le monde n'est qu'une mer tempétueuse; le temps n'est plus qu'un pont jeté sur l'abîme reliant la négation qui a précédé l'existence à l'éternité qui la suit. La moindre inadvertance peut précipiter celui qui traverse ce pont dans l'abîme. Les plaisirs mondains valent-ils donc la peine d'être recherchés? Après leur jouissance suit le désespoir, un vide qu'on ne peut combler. Malheureux sont ceux qui cèdent à la tentation. Peut-on être indifférent quand tant d'agents de destruction sont suspendus au-dessus de la tête de chaque homme ? Quand les étoiles au-dessus de lui, en scrutant son destin, provoquent, dans leur course rapide, des événements imprévus mais inévitables, que le décret de l'Éternel a attaché à leur mouvement.
Mais, enfant de l'homme, n'accuse pas l'auteur de la nature des maux qui accablent ton existence courte et fragile. Les maux dont tu te plains sont seulement imputables à toi-même. Quant à l'éternel, ses paroles ne sont que sagesse et bonté. L'homme aspire en vain à les comprendre; elles sont au-delà de son intelligence. Tout ce qu'on peut concevoir de l'éternel, c'est qu'il est inconcevable. Céleste d’origine, l’âme humaine, tant qu’elle est rattachée au corps, gémit sous un esclavage honteux. L'occupation digne de sa noble extraction consiste donc à diriger toutes ses facultés vers le culte de son Créateur, le bonheur de ses semblables et le triomphe de la vérité. Ce résultat ne peut être atteint qu'en respectant scrupuleusement les commandements de Dieu. »

Bedersi termine son poème en exprimant son admiration pour Maïmonide : 

« Enfin, ne vous détournez ni vers la gauche, ni vers la droite de tout ce que les sages ont cru, et dont le chef était le distingué maître Maïmonide, de mémoire bénie, avec qui nul ne peut être comparé parmi les sages qui ont vécu depuis la fermeture du Talmud. Alors je serai certain qu'enrichi de toute la connaissance de la religion et de la philosophie, vous craindrez le Seigneur votre Dieu. »

Isaac Husik, professeur de philosophie à l'université de Pennsylvanie, et historien de la philosophie juive du Moyen Âge considère que Bedersi, en tant qu'auteur de ce poème, est le sage cité par Joseph Albo dans Sefer Ikkarim (II: 30) sur l'inconnaissabilité de Dieu : 

« Tout ce que nous pouvons comprendre de Dieu, c’est que nous ne pouvons pas le comprendre, comme l'a dit le sage : En somme, tout ce que nous savons de vous, c’est que nous ne vous connaissons pas. »

Ce poème est celui qui a connu le plus grand succès. Publié d'abord à Mantoue par Estellina, épouse d'Abraham Conat, entre 1476 et 1480, il a été réédité 67 fois (comparer Bibliotheca Friedlandiana, ii. 139), avec de nombreux commentaires, parmi lesquels ceux écrits par Moshe ibn Habib, Jacob Frances, et Yom-Tov Lipman Heller. Quatre commentaires écrits par Isaac Monçon, Jacob (de Fano?), Léon de Mantoue et Emmanuel de Lattes le Jeune sont encore manuscrits (MSS à Saint-Pétersbourg et à la Bodleian Library, Oxford, Nos 502 et 1404) . Le poème a été traduit en latin par Uchtman ; en allemand par Isaac Auerbach, Hirsch ben Meïr, Joel ben Joseph Faust ou Wust, Simson Hamburger, Auerbach (qui a fait usage d'une traduction des parties IV. v. par Mendelssohn), J. Levy, Joseph Hirschfeld, et (en vers) de Stern, précédés d'une introduction en hébreu de Weiss ; en français par Philippe d'Aquin et Michel Beer ; en italien dans Antologia Israelitica, 1880, p. 334 et suiv .; en anglais par Tobias Goodman ;  en polonais par J. Tugendhold .

### Travaux mineurs
Selon Samuel David Luzzatto (otam Toknit, annexe, p. 5) Bedersi était également l’auteur du poème Baḳḳashat ha-Lamedin (La prière guidée), ou de Bet El (Maison de Dieu), ou de Batte Nefesh (Tablettes), une prière composée de 412 mots dans lesquels seules les lettres de l'alphabet hébreu allant de alef à lamed. Cette composition est communément attribuée à son père, Abraham Bedersi. Un autre poème, intitulé Elef Alfin (Mille Alephs), composé de 1 000 mots, commençant chacun par la lettre aleph, également attribuée à Abraham Bedersi, semble en revanche avoir été écrit par Jedaiah. Dans ce poème, l'auteur se lamente sur les souffrances et l'exil des Juifs, qui ne peuvent se référer au bannissement des Juifs de France en 1306 (comparer Luzzatto, lc, Shem haGedolim de Haïm Joseph David Azoulay ii sv;. Heinrich Graetz, Gesch. Der Juden, vii. 206) .

## Œuvres philosophiques
Bedersi a également écrit un grand nombre de traités de philosophie, dont plusieurs sont cités par Moses ibn Ḥabib dans l'introduction de son commentaire sur le Beḥinat ha-'Olam. Sept de ces œuvres se trouvent encore manuscrites : 
- Annotations sur la physique d'Averroès (De Rossi MS. no 1398)
- Annotations sur le Canon d'Avicenne (MSS. Oxford, nos 2100, 2107 et 2121, 6)
- Ketab ha-Da'at (Traité sur l'intellect), une modification de la version hébraïque médiévale (intitulée Sefer ha-Sekel we ha-Muskalat) de l'œuvre arabe d'Al-Fârâbî, Épître sur l'intellect (Risâla fî-l-'aql)
- Ha-De'ot be-Sekel ha-Ḥomri (Les théories concernant l'intellect matériel), dans laquelle Bedersi donne divers avis sur l'intellect passif tel qu'exposé par Aristote dans De Anima
- Ha-Ma'amar be-Hafoke ha-Meḥallek (Traité sur les Oppositions dans les Mouvements des Sphères), expliquant un passage dans le commentaire d'Averroès sur le traité d'Aristote : Du ciel, i. 4
- Ketab ha-Hit'aẓmut (Livre de consolidation), dans lequel Bedersi répond aux objections d'un de ses amis aux théories exposées dans le travail précédent.
- Une thèse, sans titre, sur la question de savoir si (dans la philosophie aristotélicienne) des individus de la même espèce, divers dans leurs accidents, diffèrent aussi par leur forme essentielle ; ou si la forme est inhérente à l'espèce et la comprend entièrement, de sorte que les individus se différencient uniquement en raison de leurs accidents. De l'avis de Bedersi, il existe deux formes: une générale englobant toutes les espèces; et une forme individuelle spéciale qui est essentielle et ne peut être considérée comme un accident. Dans cette thèse, on cite une autre œuvre de Bedersi, son Midbar admut (Le désert de l'Antiquité), contenant un commentaire, aujourd'hui disparu, sur les vingt-cinq prémisses données par Maimonides dans son introduction au deuxième volume du Guide des égarés. Il est probable que Bedersi ait écrit un commentaire sur le commentaire d'Abraham ibn Ezra au sujet du Livre de la Genèse, bien que certains l'attribuent au rabbin Hasdaï Crescas et affirment qu'il était l'auteur du poème philosophique sur les treize principes de foi de Maïmonide[1].